# Bartosz Kapustka
Bartosz Kapustka (Tarnów, 23 december 1996) is een Pools voetballer die bij voorkeur als centrale middenvelder speelt. Hij tekende in augustus 2016 een contract tot medio 2021 bij Leicester City, dat circa €9.000.000,- voor hem betaalde aan Cracovia Kraków. Kapustka debuteerde in 2014 in het Pools voetbalelftal.

## Clubcarrière
Kapustka speelde in de jeugd voor Tarnovia Tarnów, Hutnik Kraków en Cracovia Kraków. Hij maakte bij het laatstgenoemde team op 29 maart 2014 op zeventienjarige leeftijd zijn debuut in het eerste elftal, in een wedstrijd in de Ekstraklasa tegen Widzew Łódź. Hij maakte op 8 november 2014 zijn eerste competitietreffer, tegen GKS Bełchatów. Kapustka ontwikkelde zich gestaag verder en werd in het seizoen 2015/16 basisspeler bij Cracovia Kraków. Hij speelde uiteindelijk zestig competitiewedstrijden voor de club.
Kapustka tekende in augustus 2016 een contract tot medio 2021 bij Leicester City, de kampioen van de Premier League in het voorgaande seizoen. Dat betaalde circa €9.000.000,- voor hem aan Cracovia Kraków. Kapustka kwam dat seizoen tot drie verschijningen in de FA Cup. Gedurende de competitie speelde hij geen minuut. Leicester verhuurde hem in juli 2017 vervolgens voor een jaar aan SC Freiburg, de nummer zeven van de Bundesliga in het voorgaande seizoen. Dat bedong daarbij tevens een optie tot koop.

## Interlandcarrière
Kapustka debuteerde voor het Pools voetbalelftal op 7 september 2015 tegen Gibraltar. Ook speelde Kapustka op het EK 2016.
| Interlands van Bartosz Kapustka voor Polen | Interlands van Bartosz Kapustka voor Polen | Interlands van Bartosz Kapustka voor Polen | Interlands van Bartosz Kapustka voor Polen | Interlands van Bartosz Kapustka voor Polen | Interlands van Bartosz Kapustka voor Polen |
| №                                          | Datum                                      | Wedstrijd                                  | Uitslag                                    | Soort Wedstrijd                            | Doelpunten                                 |
| Als speler bij Cracovia Kraków             | Als speler bij Cracovia Kraków             | Als speler bij Cracovia Kraków             | Als speler bij Cracovia Kraków             | Als speler bij Cracovia Kraków             | Als speler bij Cracovia Kraków             |
| ------------------------------------------ | ------------------------------------------ | ------------------------------------------ | ------------------------------------------ | ------------------------------------------ | ------------------------------------------ |
| 1.                                         | 7 september 2015                           | Polen – Gibraltar                          | 8 – 1                                      | Kwalificatie EK 2016                       | 73'                                        |
| 2.                                         | 13 november 2015                           | Polen – IJsland                            | 4 – 2                                      | Vriendschappelijk                          | 66'                                        |
| 3.                                         | 17 november 2015                           | Polen – Tsjechië                           | 3 – 1                                      | Vriendschappelijk                          |                                            |
| 4.                                         | 23 maart 2016                              | Polen – Servië                             | 1 – 0                                      | Vriendschappelijk                          |                                            |
| 5.                                         | 26 maart 2016                              | Polen – Finland                            | 5 – 0                                      | Vriendschappelijk                          |                                            |
| 6.                                         | 1 juni 2016                                | Polen – Nederland                          | 1 – 2                                      | Vriendschappelijk                          |                                            |
| 7.                                         | 6 juni 2016                                | Polen – Litouwen                           | 0 – 0                                      | Vriendschappelijk                          |                                            |
| 8.                                         | 12 juni 2016                               | Polen – Noord-Ierland                      | 1 – 0                                      | EK 2016 groepsfase                         |                                            |
| 9.                                         | 16 juni 2016                               | Duitsland – Polen                          | 0 – 0                                      | EK 2016 groepsfase                         |                                            |
| 10.                                        | 21 juni 2016                               | Oekraïne – Polen                           | 0 – 1                                      | EK 2016 groepsfase                         |                                            |
| 11.                                        | 30 juni 2016                               | Polen – Portugal                           | 1 – 1 (3–5 n.s.)                           | EK 2016 kwartfinale                        |                                            |
| Als speler bij Leicester City              |                                            |                                            |                                            |                                            |                                            |
| 12.                                        | 4 september 2016                           | Kazachstan – Polen                         | 2 – 2                                      | Kwalificatie WK 2018                       | 9'                                         |
| 13.                                        | 11 oktober 2016                            | Polen – Armenië                            | 2 – 1                                      | Kwalificatie WK 2018                       |                                            |
| 14.                                        | 14 november 2016                           | Polen – Slovenië                           | 1 – 1                                      | Vriendschappelijk                          |                                            |
| Als speler bij Legia Warschau              |                                            |                                            |                                            |                                            |                                            |
| 15                                         | 15 oktober 2024                            | Polen – Kroatië                            | 3 – 3                                      | Nations League 2024/25                     |                                            |

## Statistieken
| Seizoen         | Club            | Competitie      | Competitie | Competitie | Beker | Beker | Internationaal | Internationaal | Totaal | Totaal |
| Seizoen         | Club            | Competitie      | Wed.       | Dlp.       | Wed.  | Dlp.  | Wed.           | Dlp.           | Wed.   | Dlp.   |
| --------------- | --------------- | --------------- | ---------- | ---------- | ----- | ----- | -------------- | -------------- | ------ | ------ |
| 2013/14         | Cracovia Kraków | Ekstraklasa     | 2          | 0          | 0     | 0     | 0              | 0              | 2      | 0      |
| 2014/15         | Cracovia Kraków | Ekstraklasa     | 23         | 2          | 3     | 1     | 0              | 0              | 26     | 3      |
| 2015/16         | Cracovia Kraków | Ekstraklasa     | 33         | 4          | 2     | 1     | 0              | 0              | 35     | 5      |
| 2016/17         | Cracovia Kraków | Ekstraklasa     | 2          | 0          | 0     | 0     | 0              | 0              | 2      | 0      |
| Club totaal     | Club totaal     | Club totaal     | 60         | 6          | 5     | 2     | 0              | 0              | 65     | 8      |
| 2016/17         | Leicester City  | Premier League  | 0          | 0          | 3     | 0     | 0              | 0              | 3      | 0      |
| Club totaal     | Club totaal     | Club totaal     | 0          | 0          | 3     | 0     | 0              | 0              | 3      | 0      |
| 2017/18         | → SC Freiburg   | Bundesliga      | 7          | 1          | 2     | 0     | 0              | 0              | 9      | 1      |
| Club totaal     | Club totaal     | Club totaal     | 7          | 1          | 2     | 0     | 0              | 0              | 9      | 1      |
| 2018/19         | → OH Leuven     | Proximus League | 21         | 3          | 0     | 0     | 0              | 0              | 21     | 3      |
| Club totaal     | Club totaal     | Club totaal     | 21         | 3          | 0     | 0     | 0              | 0              | 21     | 3      |
| Carrière totaal | Carrière totaal | Carrière totaal | 88         | 10         | 10    | 2     | 0              | 0              | 89     | 12     |

Bijgewerkt op 15 juli 2017

## Interlandcarrière
Kapustka debuteerde op 7 september 2015 onder bondscoach Adam Nawałka in het Pools voetbalelftal, in een EK-kwalificatiewedstrijd tegen Gibraltar. Hij viel na 62 minuten in voor Jakub Błaszczykowski en maakte het achtste doelpunt voor de Polen in een 8–1 overwinning. Kapustka werd in 2016 opgenomen in de Poolse nationale selectie voor het Europees kampioenschap voetbal 2016 in Frankrijk. Polen werd in de kwartfinale na strafschoppen uitgeschakeld door Portugal (1–1, 3–5). Jakub Błaszczykowski was de enige speler die miste.